# Соффичи, Арденго
Арденго Соффичи (итал. Ardengo Soffici; 7 апреля 1879, Риньяно-суль-Арно, Тоскана — 19 августа 1964, Форте-дей-Марми, Тоскана) — итальянский художник и художественный критик. Один из основателей футуризма. Поддерживал фашизм.

## Жизнь и творчество
Арденго Соффичи был крупнейшей фигурой флорентийской группы футуристов, концентрировавшихся вокруг журналов «La Voce» и «Lacerba» — двух важнейших публицистических изданий итальянского авангарда. В 1897 году Арденго Соффичи поступает в Академию изящных искусств во Флоренции, затем продолжает изучать живопись в Париже, где с 1904 года выступает художественным критиком и иллюстратором. В этот период он знакомится с Пикассо, Браком, Джино Северини, Аполлинером. В 1907 году возвращается во Флоренцию, где пишет статьи для газеты «Leonardo», издаваемой его другом Джованни Папини. С 1908 года работает также для нового журнала «La Voce», в котором публикует ряд своих эссе о современной французской живописи и литературе. Находясь со времени парижской поездки под сильным влиянием кубизма, А.Соффичи в своих статьях подвергает резкой критике футуристическую живопись.

### Конфликт с «миланцами»
В 1911 году Соффичи пишет уничтожающую критическую статью об организованной в Милане миланской группой футуристов Маринетти «Выставке футуристической живописи». После этого выступления группа «миланцев» в составе Маринетти, У. Боччони и К. Карра отправилась во Флоренцию на встречу с Соффичи и членами редакции журнала, чтобы «прояснить позиции». Встреча, назначенная в известном кафе «Giubbe Rosse», закончилась дракой, но всё-таки футуристам обеих групп — флорентийской и миланской — в конце концов удалось решить все спорные вопросы и начать сотрудничество. В 1912 году произошёл окончательный переход Соффичи в лагерь футуристов, а с 1 января 1913 года он вместе с Дж. Папини начинают издавать новый художественно-литературный журнал «Lacerba», пропагандирующий футуристическое искусство.

### Отход от футуризма
Однако, вследствие амбициозного характера Маринетти и его требованиям во всём следовать ортодоксальному футуризму, в 1914 году в редакции журнала возникают трения и в 1915 он закрывается. Арденго Соффичи после этого постепенно отходит от футуристического искусства, перейдя на фигуративную живопись. Начиная с 20-х годов XX века поддерживал фашистское движение.

## Личная жизнь
В 1912 году Соффичи познакомился в Париже с русской художницей Александрой Экстер. Между ними возник бурный, но не слишком продолжительный роман.